# لوسین اگوم
لوسین آگومه (فرانسوی: Lucien Agoumé‎؛ زادهٔ ۹ فوریهٔ ۲۰۰۲) بازیکن فوتبال اهل فرانسه است که برای باشگاه فوتبال سویا در پست هافبک بازی می‌کند.
وی همچنین در تیم‌های ملی فوتبال زیر ۱۶ سال فرانسه ، زیر ۱۷ سال فرانسه ، زیر ۱۸ سال فرانسه و تیم ملی فوتبال زیر ۲۰ سال فرانسه کرده‌است.